# خشم (فیلم ۱۹۶۳)
خشم یک فیلم مستند ایتالیایی به تهیه‌کنندگی گاستونه فرانتی است که نیمی از فیلم توسط پیر پائولو پازولینی و نیمی دیگر توسط جووانینو گوارسکی کارگردانی شده‌است.